# Pangrapta metagona
Pangrapta metagona là một loài bướm đêm trong họ Erebidae.